# Пало, Давор
Давор Пало (дат. Davor Palo; род. 2 ноября 1985, Сараево) — датский шахматист, гроссмейстер (2005).
Чемпион Дании (2013).
В составе сборной Дании участник 4-х Олимпиад (2002—2006, 2014) и 2-х командных чемпионатов Европы (2005, 2013).

## Изменения рейтинга
| Графики недоступны из-за технических проблем. См. информацию на Фабрикаторе и на mediawiki.org. |